# Fase de Classificació de la Copa del Món de Rugbi 1995-Amèrica
La zona Americana tenia per a la Copa del Món de Rugbi de 1995 una plaça disponibles a sumar a la que ja havia assolit el canadà. Les organitzacions regionals CONSUR (Sud-amèrica) i NAWIRA (Amèrica del nord), van realitzar la seva pròpia classificació i la plaça americana es decidia en un play-off-eliminatòria a doble volta.

## Fase 1

### Sud-amèrica
Classificació
| Equip     | Jugats | Guanyats | Empatats | Perduts | A favor | En contra | Diferència | Punts |
| --------- | ------ | -------- | -------- | ------- | ------- | --------- | ---------- | ----- |
| Argentina | 3      | 3        | 0        | 0       | 140     | 20        | +120       | 9     |
| Uruguai   | 3      | 2        | 0        | 1       | 91      | 28        | +63        | 7     |
| Paraguai  | 3      | 1        | 0        | 2       | 31      | 142       | −111       | 5     |
| Xile      | 3      | 0        | 0        | 3       | 37      | 109       | −72        | 3     |

Partits
| Match Results          | Match Results | Match Results | Match Results | Match Results           |
| Data                   | Local         | Resultat      | Visitant      | Seu                     |
| ---------------------- | ------------- | ------------- | ------------- | ----------------------- |
| 26 de setembre de 1993 | Xile          | 24–25         | Paraguai      | Santiago de Xile, Xile  |
| 2 d'octubre de 1993    | Paraguai      | 3–67          | Uruguai       | Asunción, Paraguai      |
| 9 d'octubre de 1993    | Uruguai       | 14–6          | Xile          | Montevideo, Uruguai     |
| 11 d'octubre de 1993   | Argentina     | 70–7          | Xile          | Buenos Aires, Argentina |
| 16 d'octubre de 1993   | Argentina     | 51–3          | Paraguai      | Buenos Aires, Argentina |
| 23 d'octubre de 1993   | Uruguai       | 10–19         | Argentina     | Montevideo, Uruguai     |

### Amèrica del Nord
Partit únic
| Match Results      | Match Results | Match Results | Match Results | Match Results       |
| Data               | Local         | Resultat      | Visitant      | Seu                 |
| ------------------ | ------------- | ------------- | ------------- | ------------------- |
| 12 de març de 1994 | Bermudes      | 3–60          | Estats Units  | Devonshire, Bermuda |

## Fase 2: Play-off Eliminatòria
Doble volta
| Resultats       | Resultats    | Resultats | Resultats    | Resultats                   |
| Data            | Local        | Resultat  | Visitant     | Seu                         |
| --------------- | ------------ | --------- | ------------ | --------------------------- |
| 28 de maig 1994 | Estats Units | 22–28     | Argentina    | Long Beach, Califòrnia, EUA |
| 20 June 1994    | Argentina    | 16–11     | Estats Units | Buenos Aires, Argentina     |

- Argentina es classifica com America 1 per la Copa del Món de Rugbi de 1995